# Rich Kelley
Richard Ryland « Rich » Kelley, né le 23 mars 1953 à San Mateo, en Californie, est un ancien joueur américain de basket-ball. Il évolue aux postes d'ailier fort et de pivot.

## Palmarès
- 3e du championnat du monde 1974
- Vainqueur des Jeux panaméricains de 1975